# تستسبیو، بوتسوانا
تستسبیو (به انگلیسی: Tsetsebjwe) شهری در ناحیهٔ مرکزی کشور بوتسوانا است که در سال ۲۰۰۰ میلادی ۴٬۳۹۶ نفر جمعیت داشته که از این تعداد، ۲٬۰۳۱ نفر مرد و ۲٬۳۶۵ نفر زن بوده‌اند.